# تمارا تيلينجير
تمارا تيلينجير (بالمجرية: Tilinger Tamara)‏ مواليد 14 فبراير 1989 في سيكشفهيرفار، المجر، هي لاعبة كرة يد مجرية. مثلت منتخب المجر لكرة اليد للسيدات. وصلت مع فريقها إلى نصف نهائي كأس أوروبا في 2008.